# Messor cephalotes
Messor cephalotes đã tiến hóa một cách vượt trội hơn cả loài Messor barbarus cùng chi. Phân họ này cải tiến về bộ hàm cắt thành hàm nghiền, phát triển ngòi châm nọc độc để giết mồi, tối đa hóa thực đơn và có tầm nhìn 360 độ. Chúng có khả năng bơi hay chạy qua sông để kiếm mồi nhờ các cái chân phủ đầy lông . Kích thước trung bình của kiến chúa (Queen) là từ 22-25mm và của kiến thợ (Worker) là 4-14mm , kiến lính (Major) là 14-22mm , kiến đực (Drone) là 7-9mm . Queen và Major , Worker có màu đen và đỏ tươi, Drone màu đen . Nhiệt độ thích hợp là 25-30 °C và độ ẩm tại khu vực săn bắt yêu thích của chúng là 30-50% , độ ẩm của tổ kiến dao động từ 50-70% và nhiệt độ thích hợp là 23-28 °C. Các thuộc địa của Cephalots Messor rất dễ sinh sản vì loài này ăn dễ dàng , thực phẩm chính của các loại hạt chiếm phần lớn nhu cầu của nó, nhưng sự hung hăng và cơn thèm ăn của nó cho phép nó săn bắt các loại côn trùng có kích thước khác nhau, đôi khi là các loại trái cây có chứa chất ngọt lỏng . Tuổi thọ trung bình của kiến chúa có thể kéo dài từ 20 -25 năm . Messor cephalotes là loài đặc hữu và xuất hiện tại các quốc gia như Ethiopia, Kenya, Tanzania và luật pháp ở các nước này nghiêm cấm các hành vi buôn bán trao đổi loài kiến này để bảo vệ sự đang dạng sinh học đang bị đe dọa trầm trọng và sự đe dọa đến các loài vật bản địa.